# كسوف الشمس 24 نوفمبر 2068
سيحدث كسوف جزئي للشمس في 24 نوفمبر 2068. يحدث كسوف الشمس عندما يمر القمر بين الأرض والشمس، وبالتالي يحجب صورة الشمس كليًا أو جزئيًا عن مشاهد على الأرض. يحدث كسوف جزئي للشمس في المناطق القطبية من الأرض عندما يغيب مركز ظل القمر عن الأرض.

## الخسوفات ذات الصلة

### كسوف الشمس 2065-2069
هذا الكسوف هو جزء من سلسلة فصلية. كسوف في سلسلة فصل من كسوف الشمس يتكرر كل 177 يومًا تقريبًا و 4 ساعات (فصل) في العقد المتناوبة من مدار القمر.قالب:Solar eclipse set 2065–2069
| كسوف الشمس series sets from 2065–2069 | كسوف الشمس series sets from 2065–2069 | كسوف الشمس series sets from 2065–2069 | كسوف الشمس series sets from 2065–2069 | كسوف الشمس series sets from 2065–2069 |
| ------------------------------------- | ------------------------------------- | ------------------------------------- | ------------------------------------- | ------------------------------------- |
| Descending node                       | Descending node                       |                                       | Ascending node                        | Ascending node                        |
| 118                                   | كسوف الشمس 3 يوليو 2065 Partial       | 123                                   | كسوف الشمس 27 ديسمبر 2065 Partial     |                                       |
| 128                                   | كسوف الشمس 22 يونيو 2066 Annular      | 133                                   | كسوف الشمس 17 ديسمبر 2066 Total       |                                       |
| 138                                   | كسوف الشمس 11 يونيو 2067 Annular      | 143                                   | كسوف الشمس 6 ديسمبر 2067 Hybrid       |                                       |
| 148                                   | كسوف الشمس 31 مايو 2068 Total         | 153                                   | كسوف الشمس 24 نوفمبر 2068 Partial     |                                       |
| 158                                   | كسوف الشمس 20 مايو 2069 Partial       |                                       |                                       |                                       |

### سلسلة تريتوس
هذا الكسوف جزء من دورة تريتوس، يتكرر عند العقد المتناوبة كل 135 شهرًا مجمعيًا (≈ 3986.63 يومًا، أو 11 عامًا ناقص شهر واحد). مظهرها وخط الطول غير منتظمين بسبب عدم التزامن مع الشهر السنوي (فترة من ) الحضيض)، لكن مجموعات من 3 دورات تريتوس (33 عامًا ناقص 3 أشهر) تقترب (≈ 434.044 شهرًا غير طبيعي)، لذا فإن الكسوف متشابه في هذه المجموعات
| أعضاء السلسلة بين عامي 1901 و 2100            | أعضاء السلسلة بين عامي 1901 و 2100            | أعضاء السلسلة بين عامي 1901 و 2100            | أعضاء السلسلة بين عامي 1901 و 2100 |
| --------------------------------------------- | --------------------------------------------- | --------------------------------------------- | ---------------------------------- |
| </img> </br>6 مارس 1905 </br> (ساروس 138)     | </img> </br> 3 فبراير 1916 </br> (ساروس 139)  | </img> </br> 3 يناير 1927 </br> (ساروس 140)   |                                    |
| </img> </br> 2 ديسمبر 1937 </br> (ساروس 141)  | </img> </br> 1 نوفمبر 1948 </br> (ساروس 142)  | </img> </br> 2 أكتوبر 1959 </br> (ساروس 143)  |                                    |
| </img> </br> 31 أغسطس 1970 </br> (ساروس 144)  | </img> </br> 31 يوليو 1981 </br> (ساروس 145)  | </img> </br> 30 يونيو 1992 </br> (ساروس 146)  |                                    |
| </img> </br> 31 مايو 2003 </br> (ساروس 147)   | </img> </br> 29 أبريل 2014 </br> (ساروس 148)  | </img> </br> 29 مارس 2025 </br> (ساروس 149)   |                                    |
| </img> </br> 27 فبراير 2036 </br> (ساروس 150) | </img> </br> 26 يناير 2047 </br> (ساروس 151)  | </img> </br> 26 ديسمبر 2057 </br> (ساروس 152) |                                    |
| </img> </br> 24 نوفمبر 2068 </br> (ساروس 153) | </img> </br> 24 أكتوبر 2079 </br> (ساروس 154) | </img> </br> 23 سبتمبر 2090 </br> (ساروس 155) |                                    |

### سلسلة ميتونيك
قالب:Solar Metonic series 2000 July 1
| 21 eclipse events, progressing from south to north between July 1, 2000 and July 1, 2076 | 21 eclipse events, progressing from south to north between July 1, 2000 and July 1, 2076 | 21 eclipse events, progressing from south to north between July 1, 2000 and July 1, 2076 | 21 eclipse events, progressing from south to north between July 1, 2000 and July 1, 2076 | 21 eclipse events, progressing from south to north between July 1, 2000 and July 1, 2076 |
| July 1–2                                                                                 | April 19–20                                                                              | February 5–7                                                                             | November 24–25                                                                           | September 12–13                                                                          |
| 117                                                                                      | 119                                                                                      | 121                                                                                      | 123                                                                                      | 125                                                                                      |
| ---------------------------------------------------------------------------------------- | ---------------------------------------------------------------------------------------- | ---------------------------------------------------------------------------------------- | ---------------------------------------------------------------------------------------- | ---------------------------------------------------------------------------------------- |
| كسوف الشمس في 1 يوليو 2000 ‏                                                              | كسوف الشمس 19 أبريل 2004                                                                 | كسوف الشمس 7 فبراير 2008                                                                 | كسوف الشمس 25 نوفمبر 2011                                                                | كسوف الشمس 13 سبتمبر 2015                                                                |
| 127                                                                                      | 129                                                                                      | 131                                                                                      | 133                                                                                      | 135                                                                                      |
| كسوف الشمس في 2 يوليو 2019                                                               | كسوف الشمس 20 أبريل 2023                                                                 | كسوف الشمس 6 فبراير 2027                                                                 | كسوف الشمس في 25 نوفمبر 2030 ‏                                                            | كسوف الشمس 12 سبتمبر 2034                                                                |
| 137                                                                                      | 139                                                                                      | 141                                                                                      | 143                                                                                      | 145                                                                                      |
| كسوف الشمس 2 يوليو 2038                                                                  | كسوف الشمس 20 أبريل 2042                                                                 | كسوف الشمس 5 فبراير 2046                                                                 | كسوف الشمس 25 نوفمبر 2049                                                                | كسوف الشمس 12 سبتمبر 2053                                                                |
| 147                                                                                      | 149                                                                                      | 151                                                                                      | 153                                                                                      | 155                                                                                      |
| كسوف الشمس 1 يوليو 2057                                                                  | كسوف الشمس 20 أبريل 2061                                                                 | كسوف الشمس 5 فبراير 2065                                                                 | كسوف الشمس 24 نوفمبر 2068                                                                | كسوف الشمس في 12 سبتمبر 2072                                                             |
| 157                                                                                      | 159                                                                                      | 161                                                                                      | 163                                                                                      | 165                                                                                      |
| كسوف الشمس في 1 يوليو 2076                                                               |                                                                                          |                                                                                          |                                                                                          |                                                                                          |

## روابط خارجية
Earth visibility chart and eclipse statistics Eclipse Predictions by Fred Espenak, NASA/GSFC
Besselian elementsقالب:Partial solar eclipse NASA reference